# Ҿ
Cette page contient des caractères spéciaux ou non latins. S’ils s’affichent mal (▯, ?, etc.), consultez la page d’aide Unicode.
Ҿ (minuscule : ҿ), appelé tché abkhaze cramponné ou tché abkhaze ogonek, est une lettre de la variante de l’alphabet cyrillique utilisée par la langue abkhaze (аҧсуа бызшәа), parlée dans le Caucase. Elle formée de la lettre Ҽ (tché abkhaze) avec un crampon ou un ogonek. Elle note le phonème /ʈ͡ʂ’/.

## Utilisation
L’alphabet abkhaze cyrillique adopté en 1954 reprend la lettre ҽ de l’alphabet abkhaze cyrillique de Gulia et Machavariani de 1892 et celui de Tchotchoua de 1909, mais remplace la lettre tché abkhaze brève ‹ ҽ̆ › par la lettre tché abkhaze cramponné ‹ ҿ ›. L’alphabet abkhaze latin utilisé de 1928 à 1938 a utilisé la lettre tché abkhaze latin ‹  › et son équivalent cramponné, le tché abkhaze latin cramponné ‹  ›.
La forme avec un crampon en crochet a été utilisé durant le XXe siècle, mais la forme avec un crampon rectiligne est plutôt utilisée depuis, d’autres lettres avec un crampon rectiligne étant utilisé dans l’alphabet abkhaze.

Ancienne forme de Ҿ avec un crampon en crochet comme un ogonek.
Forme moderne du Ҿ avec un crampon rectiligne.

Le tché abkhaze cramponné peut être retranscrite dans l’alphabet latin de plusieurs façons : ‹ ç̌ › (ISO 9:1995, KNAB 1997), ‹ ć › (DIN 1460), ‹ ćh́ › (ALA-LC 1997),  ‹ č̣ › (TITUS 2000), ‹ C͟h › (BGN/PCGN 2011).

## Représentation informatique
Cette lettre possède les représentations Unicode suivantes :
| formes    | représentations | chaînes de caractères | points de code | descriptions                                    |
| --------- | --------------- | --------------------- | -------------- | ----------------------------------------------- |
| capitale  | Ҿ               | Ҿ                     | U+04BE         | lettre majuscule cyrillique tché abkhaze ogonek |
| minuscule | ҿ               | ҿ                     | U+04BF         | lettre minuscule cyrillique tché abkhaze ogonek |